# The Wild and the Innocent
The Wild and the Innocent (Almas inocentes en España) es una película wéstern estadounidense estrenada en 1959, dirigida por Jack Sher y con Audie Murphy y Sandra Dee como actores principales.

## Argumento
Es 1870 y un joven y tímido trampero llamado Yancy Hawks (Audie Murphy) viaja con su tío Lije (George Mitchell) y su tía Kiri (Lillian Adams) a través de Wyoming. Tras ser atacado su tío por un oso es enviado a cambiar pieles de castor por dinero y provisiones al almacén que un comerciante tenía cerca de la zona. Al llegar descubre que el almacén había sido quemado accidentalmente por unos indios borrachos a los que un ladronzuelo chivato y perezoso llamado Ben Stocker (Strother Martin) había vendido whisky de mala calidad, por lo que el comerciante le dice que se va a Chicago a emprender una nueva vida y que tendrá que cambiar sus pieles en Casper.
Yancy decide pasar la noche en el lugar para que sus mulas descansen y Ben trata de cambiarle la mitad de sus pieles por su hija mayor llamada Rosalie (Sandra Dee) pero éste rechaza el trato y acaba enfrentándose a Ben y mandándole irse del lugar. Al día siguiente cuando despierta se encuentra a Rosalie, que había saltado de la caravana mientras su padre dormía y que le pide acompañarle a la ciudad para buscarse un trabajo, tras negarse en un principio Yancy accede a que le acompañe y van juntos a Casper, a dónde llegan en medio de las celebraciones por el 4 de julio.
Una vez cambiaron las pieles y sus viejas ropas por unas más elegantes el sheriff (Gilbert Roland) le dice a Yancy que Rosalie puede trabajar en el salón de baile, lo cual en un principio le parece perfecto, pero tras pasar unas horas con Marcy Howard (Joanne Dru) una de las chicas que trabajan en el salón y descubrir en lo que en realidad consiste el trabajo, va corriendo a sacar a Rosalie de allí, enfrentándose al sheriff quien trata de impedírselo. Finalmente la libera y le consigue un trabajo en el comercio dónde habían cambiado las pieles, pero Rosalie lo que realmente quiere es irse con él, por lo que sale del negocio y mira a Yancy con lágrimas en los ojos. En la última escena se ve a los tíos de montando a caballo a través de un sendero en las montañas, seguidos de un caballo en el que van Rosalie y Yancy.

## Reparto
- Audie Murphy, en el papel de Yancy Hawks.
- Sandra Dee, en el papel de Rosalie Stocker.
- Joanne Dru, en el papel de Marcy Howard.
- Gilbert Roland, en el papel del Sheriff Paul Bartell.
- Jim Backus, en el papel de Cecil Forbes.
- George Mitchell, en el papel del tío Lije Hawks.
- Peter Breck, en el papel de Chip.
- Strother Martin, en el papel de Ben Stocker.
- Wesley Marie Tackitt, en el papel de Ma Ransome.
- Betty Harford, en el papel de Mrs. Forbes
- Lillian Adams, en el papel de Kiri Hawks.
- Val Benedict, en el papel de Richie.